# Share Pedersen
Sharon "Share" Pedersen (obecnie Ross) (ur. jako Sharon June Howe, 21 marca 1963 w Glencoe w stanie Minnesota) – basistka hardrockowego zespołu Vixen.